# 송영근 (1947년)
송영근(宋泳勤, 1947년 9월 28일 ~ )은 대한민국의 군인을 지낸 前 새누리당 비례대표 국회의원이었다.

## 학력
- 1967년 성동고등학교 16회 졸업[1]
- 1971년 육군사관학교 27기
- 1973년 육군보병학교 졸업
- 1977년 동국대학교 경영학과 학사
- 1978년 육군포병학교 졸업
- 1984년 경희대학교 경영대학원 경영학 석사[1]

## 경력
- 1994년 : 대한민국 국방부 연합방위과장[1]
- 대한민국 육군 5군단 참모장
- 1996년 : 육군본부 인사운영처장
- 1998년 : 국방부장관 군사보좌관
- 2000년 : 보병제1사단장
- 2001년 : 육군 제3사관학교장
- 2002년 : 한미연합군사령부 부참모장 겸 지상구성군사령부 참모장
- 2002년 : 유엔군 사령부 군사정전위 수석대표
- 2003년 4월 21일 ~ 2005년 5월 25일 : 제35대 국군기무사령관[2]
- 2003 10월 : 대한민국 육군 중장
- 2012년 1월 : 대한민국재향군인회 정책자문위원
- 2012년 5월 ~ 2016년 5월 : 제19대 국회의원 (비례대표/새누리당)
- 2012년 7월 ~ 2016년 5월 : 제19대 국회 국방위원회 위원
- 자유한국당

## 역대 선거 결과
| 실시년도 | 선거  | 대수 | 직책     | 선거구   | 정당     | 득표수      | 득표율         | 순위          | 당락 | 비고 |
| -------- | ----- | ---- | -------- | -------- | -------- | ----------- | -------------- | ------------- | ---- | ---- |
| 2012년   | 총선  | 19대 | 국회의원 | 비례대표 | 새누리당 | 9,130,651표 | \| \| 42.8% \| | 비례대표 18번 |      | 초선 |
|          | 42.8% |      |          |          |          |             |                |               |      |      |